# President Masaryk
President Masaryk – monitor rzeczny, największy okręt istniejącej w latach 1918-1959 czechosłowackiej marynarki wojennej.

## Budowa i historia
Koncepcja powstania okręty powstała w latach dwudziestych i wzorowana była na istniejących tego typu okrętach w flotyllach rzecznych Węgier, Rumunii i Jugosławii. Projekt okrętu powstał w koncernie Škoda a budowę rozpoczęto w 1929 roku w stoczni rzecznej w Komornie. Przy budowę uczestniczyła także huta Poldi w Kladnie, gdzie wyprodukowano opancerzenie okrętu. Okręt został zwodowany 19 października 1930 roku, a budowę ukończono w sierpniu 1932 roku. Wcielony wtedy został w czechosłowackiej marynarki wojennej i rozpoczął służbę na Dunaju.
Po zajęciu Czechosłowacji przez Niemcy, okręt został przejęty przez Niemcy, otrzymał wtedy nazwę „Bechelaren” i wszedł w skład niemieckiej flotylli rzecznej na Dunaju. Stacjonował w porcie w Linz. W 1941 roku został przebazowany do Jugosławii, gdzie pełnił służbę patrolowa i konwojował statki. 
W 1943 roku powrócił do Linzu, gdzie przeszedł modernizację, przede wszystkim zmieniono system napędowy zastępując turbiny parowe, dwoma silnikami wysokoprężnymi oraz wyposażono go w działka przeciwlotnicze. Następnie pełnił służbę na dolnym Dunaju. Wziął wtedy udział w walkach z radzieckimi okrętami rzecznymi. W 1945 roku wobec braku amunicji do działa kal. 66 mm, usunięto z okrętu wieże z działami kal. 66 mm, a w to miejsce wstawiono pojedyncze działa morskie kal. 88 mm osłonięte jednie tarczami pancernymi.
W dniu 11 maja 1945 roku okręt został przejęty w Linzu przez wojska amerykańskie i po zdemontowaniu uzbrojenia w 1947 roku zwrócony Czechosłowacji.
Po powrocie do Czechosłowacji, okręt został poddano remontowi i ponownie uzbrojony, lecz nie został już wcielony do marynarki wojennej i w 1955 roku usunięto z niego uzbrojenie. Wtedy przeholowany go do Bratysławy, gdzie służył jako magazyn. Ostatecznie 1978 roku został zezłomowany.

## Dowódcy
- kapitan Karel Pavala (Czechosłowacja)
- Oberleutnant zur See Rolf Ciecior (III Rzesza)[3]